# Jerzy (Jaroszewski)
Jerzy, imię świeckie Hryhorij Jaroszewski (ur. 6 listopada?/18 listopada 1872 w Małej Ternawce, zm. 8 lutego 1923 w Warszawie) – biskup, a następnie arcybiskup Rosyjskiego Kościoła Prawosławnego. Po odzyskaniu niepodległości przez Polskę egzarcha patriarchy Moskwy na ziemiach II Rzeczypospolitej, zaś od stycznia 1922 – metropolita warszawski. We współpracy z rządem polskim rozpoczął starania o uzyskanie przez Kościół prawosławny w Polsce statusu Kościoła autokefalicznego, zakończone przez jego następcę metropolitę Dionizego. Zamordowany przez przeciwnego autokefalii archimandrytę Smaragda (Łatyszenkę).

## Działalność w Rosji
Urodził się w rodzinie kapłana prawosławnego Antoniusza Jaroszewskiego i jego żony Dominiki w Małej Ternawce w guberni podolskiej. Jego ojciec był proboszczem w parafii w Olhopolu. Był z pochodzenia Ukraińcem.
Ukończył z wyróżniającymi wynikami seminarium duchowne w Kamieńcu Podolskim. W 1897 ukończył Kijowską Akademię Duchowną. W 1898 skierowany do pracy jako wykładowca homiletyki i historii Kościoła w seminarium duchownym w Symferopolu. Dwa lata później, 24 marca 1900, złożył śluby zakonne, dwa dni później przyjął święcenia kapłańskie. Do wstąpienia do monasteru miał go przekonać biskup taurydzki i symferopolski Mikołaj, z którym zaprzyjaźnił się jako pracownik seminarium. 
W 1901 obronił pracę magisterską dotyczącą listu apostoła Jakuba i został przeniesiony do pracy w akademii duchownej w Kałudze. Od 1902 inspektor seminarium w Mohylewie, zaś od 1903 – rektor takiej samej placówki edukacyjnej w Tule. W momencie uzyskanie tej funkcji otrzymał również godność archimandryty. 
1 lipca 1904 miała miejsce jego chirotonia na biskupa kaszyrskiego, wikariusza eparchii tulskiej. 1 lutego 1908 przeniesiony do eparchii połtawskiej, ponownie jako biskup pomocniczy z tytułem biskupa pryłuckiego. Od 19 listopada 1910 biskup jamburski, wikariusz eparchii petersburskiej, zaś od 22 listopada tego samego roku – rektor Petersburskiej Akademii Duchownej. 13 maja 1913 został biskupem kałuskim i borowskim. W Kałudze organizował obchody 400-lecia śmierci św. Wawrzyńca. Ponadto w tym samym roku obronił pracę doktorską z teologii, w dziedzinie homiletyki. Pracował w komisji do spraw dialogu z anglikanami. 
Od 6 lipca 1916 był biskupem mińskim i turowskim. W Mińsku był przewodniczącym miejscowego oddziału Związku Narodu Rosyjskiego. Angażował się w organizację pomocy finansowej dla kapłanów, którzy przybyli do jego eparchii w czasie bieżeństwa. 
Po rewolucji lutowej w Rosji odmówił wzięcia udziału w uroczystościach ku czci obalenia caratu odbywających się w Mińsku, nie przybył również na spontanicznie zwołane zebrania wiernych i duchowieństwa. W czasie ich trwania został skrytykowany za „kancelistyczno-biurokratyczny” stosunek do podległych mu kapłanów; wysunięto postulat, by w zarządzaniu eparchią pomagała mu obieralna rada złożona z duchownych. Dopiero 17 kwietnia 1917, kiedy spontanicznie zwołane zebrania wiernych i duchowieństwa wybrały już skład ww. rady, zaakceptował jej powstanie. W sierpniu tego samego roku wyjechał jako delegat na Sobór Lokalny Rosyjskiego Kościoła Prawosławnego i nie powrócił już do Mińska. W czasie soboru występował przeciw restauracji patriarchatu. 12 kwietnia 1918 podniesiony do godności arcybiskupiej. W październiku 1918 wyjechał do Kijowa na Wszechukraiński Sobór Cerkiewny, skąd udał się kolejno do Pińska i Odessy. 
Chory na tyfus, planował całkowite opuszczenie Rosji i poświęcenie się pracy jako wykładowca teologii w akademii prowadzonej na wyspie Chalki przez Patriarchat Konstantynopolitański. Po rozpoczęciu pracy w tej instytucji opublikował w języku greckim kilka szkiców poświęconych postaci patriarchy moskiewskiego Tichona oraz ogólnej sytuacji Rosyjskiego Kościoła Prawosławnego po rewolucji październikowej. W 1919 r. powrócił do Nowoczerkaska, zajmowanego przez białe Siły Zbrojne Południa Rosji gen. Denikina. Objął wówczas obowiązki locum tenens eparchii charkowskiej. Jego działalność ograniczała się do obszarów kontrolowanych przez wojska białych. W końcu roku 1919 wyjechał do Jekaterinodaru, uchodząc przed ofensywą Armii Czerwonej. Następnie razem z grupą innych duchownych prawosławnych dotarł do Noworosyjska i 16 stycznia 1920 odpłynął do Stambułu na pokładzie statku „Irtysz”. Stamtąd przeniósł się do Salonik, zaś 5 lutego 1920 – do Belgradu, wreszcie do Bari we Włoszech W porozumieniu z arcybiskupem Eulogiuszem (Gieorgijewskim), zwierzchnikiem Zachodnioeuropejskiego Egzarchatu Rosyjskiego Kościoła Prawosławnego, zarządzał rosyjskimi parafiami prawosławnymi we Włoszech.

## Działalność w Polsce

### Przyjazd do Polski
W sierpniu 1920 przyjechał do Warszawy na zaproszenie polskich władz, które uznały go za najodpowiedniejszego kandydata na przyszłego zwierzchnika autokefalicznego Kościoła prawosławnego w Polsce. Starania na rzecz jego przyjazdu czynił również biskup krzemieniecki Dionizy (Waledyński). Ważnym czynnikiem, jaki skłonił arcybiskupa Jerzego do opuszczenia Bari był również fakt, że formalnie pozostawał urzędującym zwierzchnikiem eparchii mińskiej i turowskiej, ta zaś po pokoju ryskim została przedzielona granicą państwową i częściowo znalazła się na terytorium II RP. W momencie przyjazdu otrzymał zgodę na objęcie tymczasowo godności zwierzchnika diecezji chełmsko-warszawskiej. Od zarządu tą jednostką odsunięto biskupa grodzieńskiego Włodzimierza, który wbrew wcześniejszym obietnicom nie podjął starań na rzecz autokefalizacji polskiego prawosławia. Obejmując swoje obowiązki, arcybiskup Jerzy pisemnie zobowiązał się do lojalności wobec rządu polskiego. 
Po spotkaniu 16 września 1921 z ministrem wyznań religijnych i oświecenia publicznego Maciejem Ratajem, który potwierdził dążenie rządu do usamodzielnienia się prawosławia w Polsce, arcybiskup Jerzy oraz towarzyszący mu biskupi Dionizy (Waledyński) i Pantelejmon (Rożnowski) zgodzili się – zgodnie z prawem kanonicznym – wystąpić o przyznanie autokefalii do patriarchy Moskwy. Na tym samym spotkaniu ww. biskupi uznali arcybiskupa Jerzego za zwierzchnika całego polskiego prawosławia. W oświadczeniu złożonym na ręce ministra zadeklarowali, że radzi są poświęcić się pracy na korzyść Cerkwi na podstawie autokefalii.

### Rozmowy z patriarchą Tichonem
Według Kazimierza Urbana arcybiskup Jerzy uważał zgodę na autokefalię za jedyną szansę na pokojowe ułożenie stosunków między państwem a Kościołem prawosławnym, postrzeganym po latach zaborów jako instytucja ściśle związana z Rosją. Mirosława Papierzyńska-Turek podkreśla natomiast chwiejność jego stanowiska w tym okresie. Arcybiskup kilkakrotnie w wypowiedziach dla prasy twierdził, że nie będzie działał na rzecz oderwania się Kościoła w Polsce od Rosyjskiego Kościoła Prawosławnego. Autorka ta jest zdania, że hierarcha nie chciał wejść w konflikt ani z rządem polskim, ani też z patriarchą moskiewskim. 

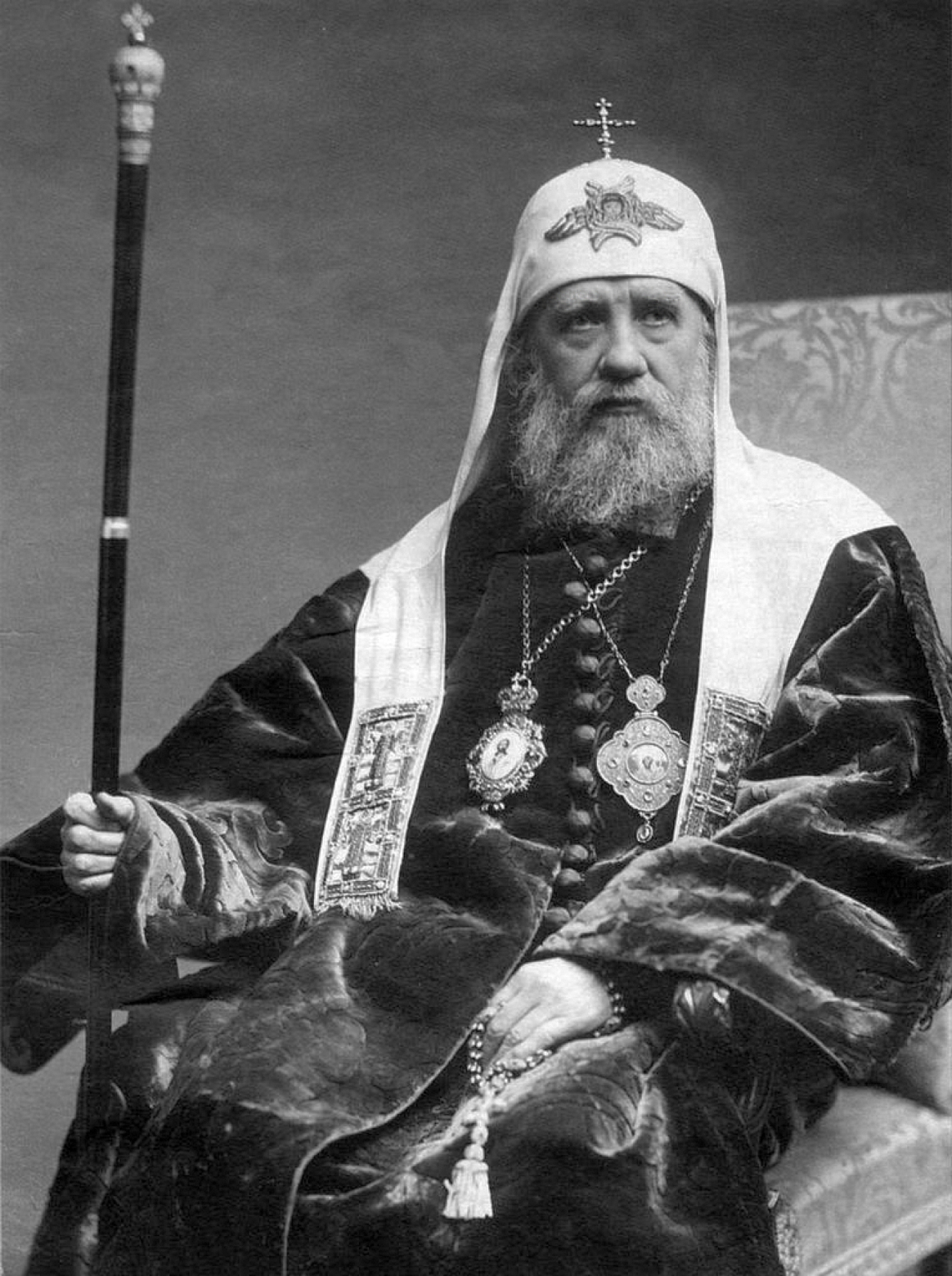
Patriarcha moskiewski i całej Rusi Tichon

Ostatecznie jednak skontaktował się z nim w sprawie przyszłości polskiego prawosławia; równolegle podobny kontakt nawiązał poseł polski w Moskwie Tytus Filipowicz. Patriarcha Tichon, ze względu na sytuację wewnętrzną Rosji nie przedstawił jednak jednoznacznego stanowiska. W rozmowach z arcybiskupem Jerzym i T. Filipowiczem twierdził, że nie może udzielić zgody na autokefalię, gdyż decyzję taką może podjąć jedynie sobór biskupów, którego zwołanie uniemożliwiała sytuacja polityczna. W innych wypowiedziach twierdził jednak, że przyznanie statusu autokefalicznego Kościołowi polskiemu byłoby niekanoniczne, gdyż wierni tegoż Kościoła nie są przedstawicielami jednego, tradycyjnie prawosławnego narodu, a członkami różnych takich grup znajdujących się na terenie Polski w mniejszości. Patriarcha potwierdził jednak status kanoniczny arcybiskupa Jerzego jako locum tenens diecezji warszawsko-nadwiślańskiej, gdyż wyznaczony wcześniej na jej ordynariusza arcybiskup Serafin (Cziczagow) nie mógł objąć katedry z powodu braku obywatelstwa polskiego. Synod Rosyjskiego Kościoła Prawosławnego w dniu 28 września (w siedem dni po aresztowaniu Serafina przez władze sowieckie) zgodził się z tą decyzją i nadał arcybiskupowi Jerzemu godność metropolity oraz patriarszego egzarchy w granicach II Rzeczypospolitej. Arcybiskup Jerzy mógł jednak posługiwać się tytułem metropolity dopiero od 30 stycznia 1922, kiedy arcybiskup Serafin formalnie zrezygnował z katedry warszawskiej. Antoni Mironowicz uważa, że w tym momencie jego pozycja była de facto (choć nie oficjalnie) równoznaczna z pełnieniem funkcji zwierzchnika Kościoła autonomicznego.

### Sobory biskupów w Polsce

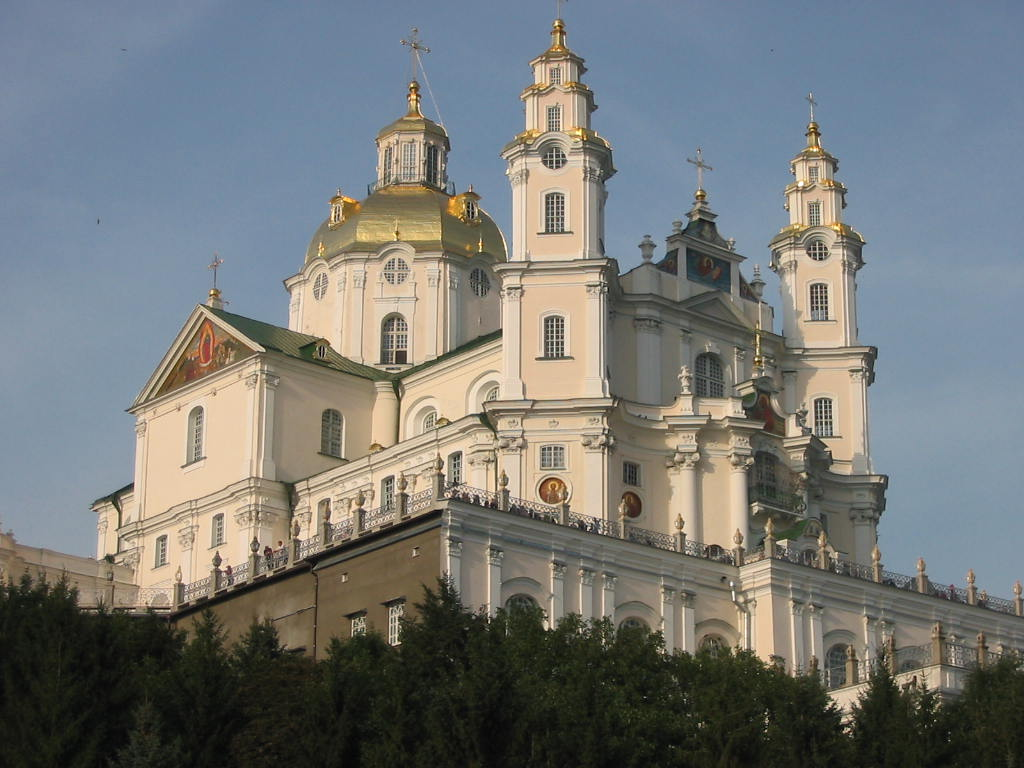
Widok ogólny Ławry Poczajowskiej, miejsca kolejnych soborów biskupów prawosławnych w Polsce

Wcześniej, 14 października 1921, arcybiskup Jerzy zwołał do Ławry Poczajowskiej sobór biskupów, których eparchie znalazły się po I wojnie światowej w granicach niepodległej Polski. Pragnął, by zjazd hierarchów uzgodnił ich wspólne stanowisko w sprawie dalszych starań o autokefalizację Kościoła w Polsce. Nie doszedł on jednak do skutku, gdyż sprzeciwiający się takim działaniom biskupi nie podporządkowali się arcybiskupowi, który nie został mianowany przez patriarchę. Dopiero po dotarciu do Polski dokumentów potwierdzających jego godność egzarchy hierarchowie ci podjęli z nim rozmowy w sprawie autokefalii. 
W porozumieniu ze stroną rządową, metropolita podjął również starania na rzecz normalizacji położenia prawnego Kościoła prawosławnego w Polsce. W czasie soboru biskupów, jaki odbył się w dniach 24–30 stycznia 1922, została przeprowadzona dyskusja nad brzmieniem prowizorycznego aktu prawnego w tej sprawie. Stronę rządową reprezentował na nim dyrektor departamentu wyznań Stanisław Piekarski, ze strony Kościoła zjawił się metropolita warszawski, biskup krzemieniecki Dionizy (Waledyński) oraz biskup piński i nowogrodzki Pantelejmon (Rożnowski). Czwarty z obecnych w Polsce biskupów, Włodzimierz (Tichonicki), nie przyjechał, uzasadniając to chorobą. Wszyscy zebrani przeprowadzili dyskusję nad ostatecznym brzmieniem tekstu, po czym metropolita Jerzy poprosił 28 stycznia pozostałych biskupów o pisemną aprobatę dla powstałego dokumentu. Otrzymał ją jednak tylko od arcybiskupa krzemienieckiego Dionizego. Zarówno biskup Pantelejmon, jak również później biskup Włodzimierz, uznali przedstawiony projekt za niezgodny z prawem kanonicznym i odmówili podpisu. Hierarchowie ci byli zdania, że zapisy zawarte w Tymczasowych przepisach... uzależniają polskie prawosławie od państwa. Mimo tego 30 stycznia 1922 minister wyznań religijnych i oświecenia publicznego Antoni Ponikowski zatwierdził projekt, zaś 23 lutego tego samego roku w liście do wojewodów oraz biskupów prawosławnych poinformował, że postanowienia dokumentu weszły w życie. Za odmowę podpisania Tymczasowych przepisów... biskup Pantelejmon został zmuszony do rezygnacji z godności. W związku z tym biskup Włodzimierz, po początkowych wahaniach, postanowił zaakceptować dokument.

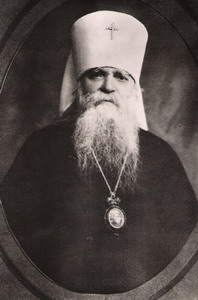
Arcybiskup wileński i litewski Eleuteriusz (Bogojawlenski) należał do najbardziej konsekwentnych przeciwników autokefalizacji Kościoła prawosławnego w Polsce. Osobiście sprzeciwiał się decyzjom metropolity Jerzego w tej sprawie, odmawiał wymieniania jego imienia w czasie nabożeństw, jak również propagował w swojej diecezji opór wobec postanowień metropolity.

30 maja 1922 miał miejsce sobór biskupów prawosławnych w Polsce, w którym wzięli udział metropolita Jerzy, arcybiskupi Dionizy (Waledyński) i Eleuteriusz (Bogojawlenski) oraz biskup Włodzimierz (Tichonicki). Metropolita Jerzy przedstawił na nim rezolucję, z której wynikało, że biskupi polscy będą podejmowali wszelkie decyzje bez oczekiwania na instrukcje z Moskwy, gdzie 11 maja patriarcha Tichon formalnie zrezygnował z kierownictwa w Kościele na rzecz Wyższego Zarządu Cerkiewnego Żywej Cerkwi. Nie zgodził się, by wprowadzić do tekstu poprawkę, która uzależniałaby decyzje w sprawach najważniejszych od jednomyślności biskupów. Wobec opuszczenia obrad przez przeciwników autokefalii i nieobecności dwóch dalszych hierarchów (biskupów Pantelejmona (Rożnowskiego) i Sergiusza (Korolowa)), rezolucję przyjęto jedynie głosami metropolity Jerzego i arcybiskupa Dionizego. Aby uniknąć podobnych sytuacji w przyszłości, obaj wyżej wymienieni wyświęcili na biskupa zwolennika autokefalii, archimandrytę Aleksandra (Inoziemcowa). W kolejnym soborze biskupów, jaki odbył się w tym samym miejscu 14 czerwca 1922, metropolita Jerzy, arcybiskup Dionizy oraz biskup Aleksander zdecydowali o zwróceniu się o przyznanie autokefalii do Patriarchatu Konstantynopolitańskiego. Tym razem zjazd odbył się bez udziału przeciwników usamodzielnienia się polskiego prawosławia. Mimo konsekwencji metropolity w działaniu, arcybiskup Eleuteriusz i biskup Włodzimierz nie podporządkowali się decyzjom soboru, wciąż licząc na możliwość pozostania obszaru Polski w jurysdykcji patriarchy Moskwy. Na terenie swoich diecezji w otwarty sposób przeciwstawiali się oni swojemu zwierzchnikowi, negatywnie nastawiając do niego duchowieństwo i wiernych oraz nie wymieniając jego imienia w czasie Świętej Liturgii. Negatywnie do działalności metropolity odnosił się również patriarcha Tichon, chociaż nie mówił o tym publicznie oraz Rosyjski Kościół Prawosławny poza granicami Rosji, którego zwierzchnik metropolita Antoni zażądał szczegółowych wyjaśnień w sprawie sytuacji w Polsce. Nie uzyskał ich jednak, gdyż sobór biskupów w Polsce nie uznał Kościoła Zagranicznego za kanonicznego kontynuatora Patriarchatu Moskiewskiego.
Wśród duchowieństwa prawosławnego na terytorium Polski kwestia przyszłej przynależności jurysdykcyjnej również budziła żywe kontrowersje. W związku z tym metropolita Jerzy pragnął zwołać sobór lokalny Kościoła prawosławnego w Polsce. Podjęcie działań w tym zakresie nakazał 3 stycznia 1923. Podjął również szereg postanowień w sprawach codziennej działalności placówek duszpasterskich Kościoła. Pragnąc nie dopuścić do rozwoju Ukraińskiej Cerkwi Greckokatolickiej na Wołyniu zgodził się, na wniosek arcybiskupa Dionizego (Waledyńskiego), na wprowadzenie ukraińskiej (zamiast rosyjskiej) wymowy języka cerkiewnosłowiańskiego do wyrażających taką wolę parafii na obszarze Wołynia. Podobnie zgadzał się – o ile będzie ku temu wola poszczególnych parafii – na wprowadzanie wymowy białoruskiej. W czasie prac nad reformą rolną skutecznie przeciwstawiał się objęciu nią gruntów Ławry Poczajowskiej. W Warszawie zorganizował metropolitarne wydawnictwo prawosławne. Razem z biskupem Aleksandrem (Inoziemcowem) zainicjował wydawanie pisma Wiestnik Prawosławnej Metropolii w Polsce, nawiązującego tytułem do wcześniejszego oficjalnego pisma eparchii chełmsko-warszawskiej. Rozpoczął również starania o organizację Studium Teologii Prawosławnej na Uniwersytecie Warszawskim. 
W czerwcu 1922 formalnie zrzekł się obywatelstw rosyjskiego oraz ukraińskiego, przyjmując obywatelstwo polskie.

### Śmierć i upamiętnienie

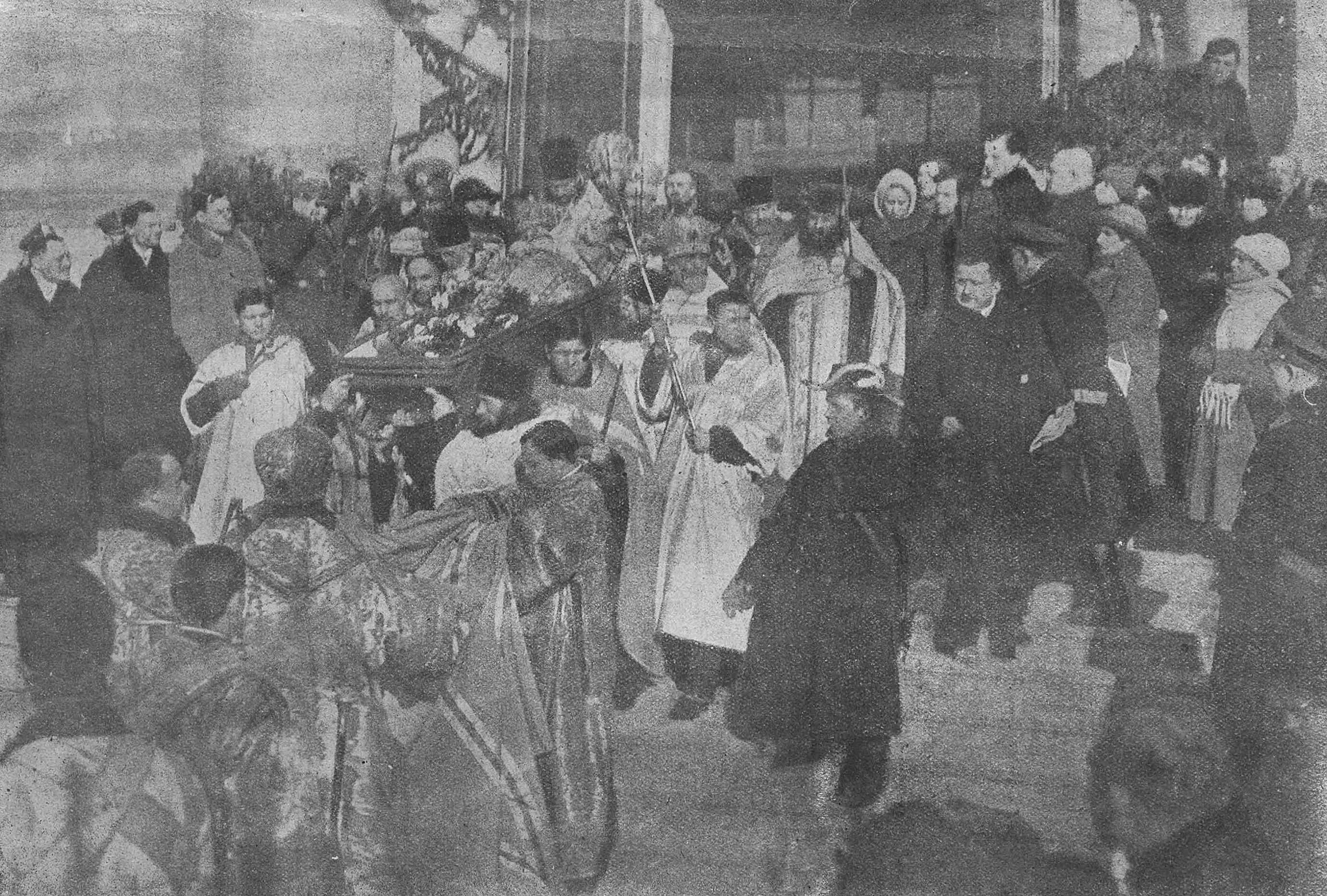
Pogrzeb metropolity Jerzego

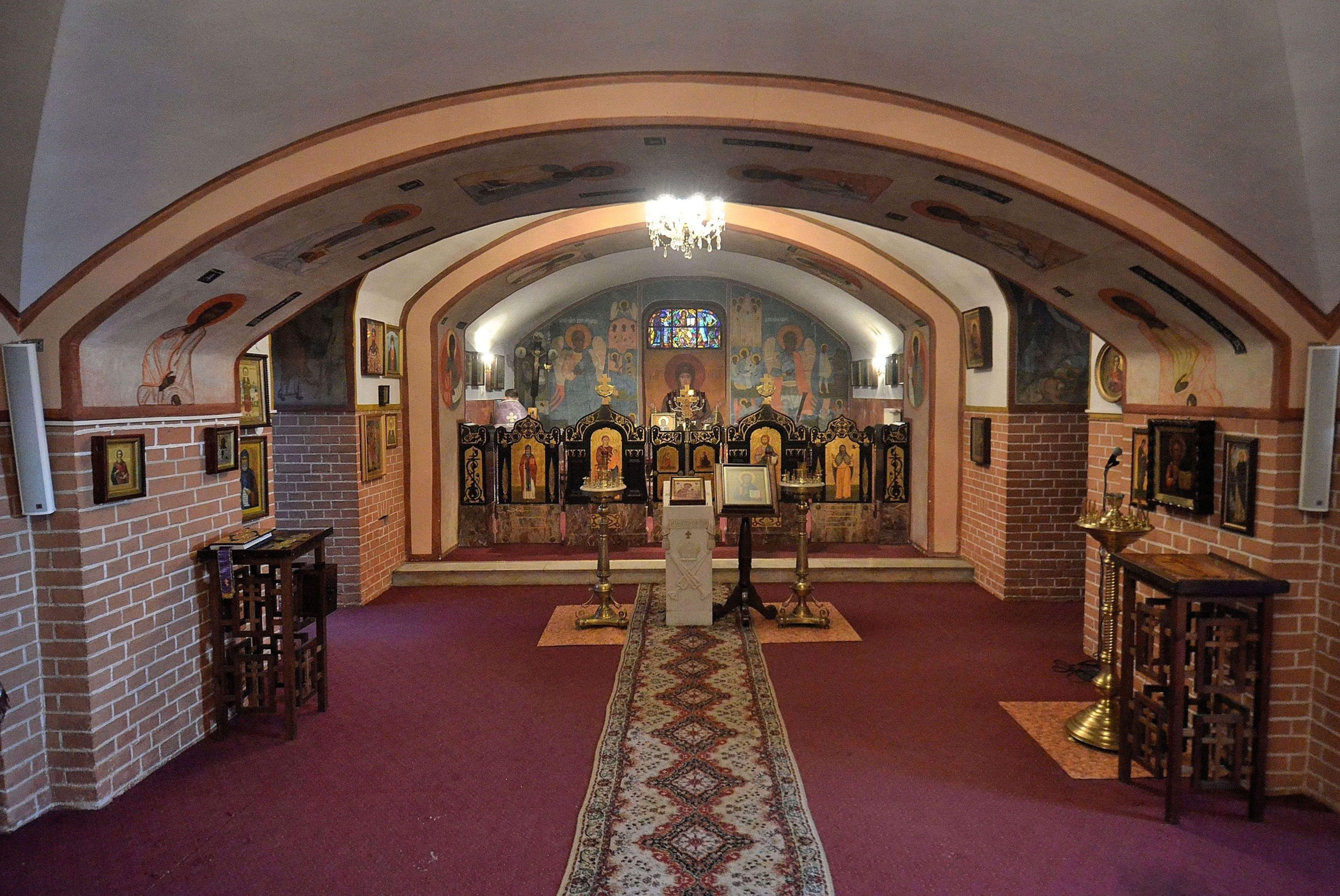
Wnętrze dolnej cerkwi św. Eliasza i św. Hieronima w świątyni św. Jana Klimaka w Warszawie. W centrum widoczny marmurowy anałoj – nagrobek metropolity Jerzego.

8 lutego 1923 został zastrzelony w swojej rezydencji w Warszawie przez archimandrytę Smaragda (Łatyszenkę), byłego rektora chełmskiego Seminarium Duchownego, zdeklarowanego przeciwnika autokefalii polskiego prawosławia, rosyjskiego szowinistę. Archimandryta dokonał zabójstwa po dwugodzinnej rozmowie z metropolitą, w czasie której usiłował przekonać go do zmiany zdania w sprawie pozostania Kościoła w Polsce w jurysdykcji Cerkwi rosyjskiej.
Pochowany w cerkwi św. Jana Klimaka w Warszawie, w jej dolnej części pod wezwaniem św. Eliasza i św. Hieronima.

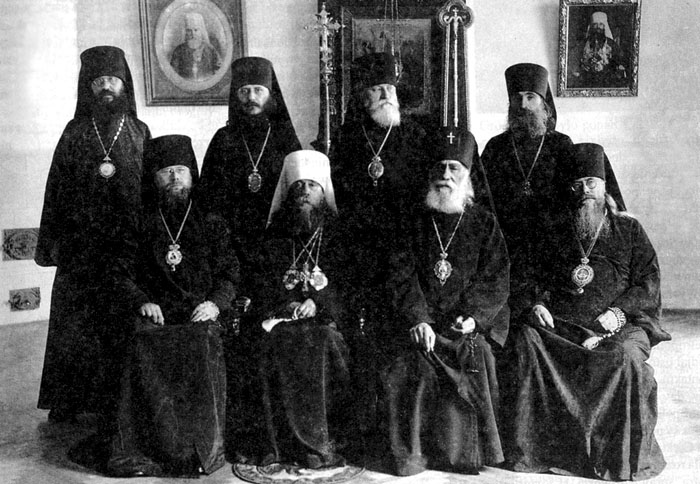
Fotografia zbiorowa biskupów Polskiego Autokefalicznego Kościoła Prawosławnego z 1938. Na ścianie po lewej stronie wisi portret metropolity Jerzego. Chociaż nigdy nie należał on do episkopatu PAKP, tradycyjnie wymieniany jest jako jego pierwszy zwierzchnik.

Starania metropolity Jerzego o uzyskanie autokefalii dla Kościoła w Polsce były kontynuowane z sukcesem przez jego następcę, metropolitę Dionizego (Waledyńskiego). Mimo że metropolita Jerzy nigdy nie należał do episkopatu Polskiego Autokefalicznego Kościoła Prawosławnego, w wykazach duchowieństwa tegoż Kościoła wymieniany jest jako jego pierwszy zwierzchnik, gdyż to jego działalność w sposób decydujący przyczyniła się do wznowienia zorganizowanego życia Kościoła prawosławnego na ziemiach polskich po odzyskaniu przez Polskę niepodległości.

## Prace
Jako biskup Rosyjskiego Kościoła Prawosławnego Jerzy (Jaroszewski) wydał następujące publikacje teologiczne:
- Stigmatizacija. Bogosłowsko-psichołogiczeskij oczerk, Charków 1905
- Teorija prof. A. P. Lebiediewa o bratijach Gospodnich, Charków 1907
- Indiwidualisticzeskoje mirosozercanije Leonida Andriejewa, Charków 1909
- Demoniczeskije bolezni. Bogosłowsko-psichołogiczeskij oczerk, Kaługa 1914
- Głosolalija (1 Kor 14, 1–40): Bogosłowsko-psichołogiczeskij oczerk, Kaługa 1915[7].

## Upamiętnienie
Postaci metropolity Jerzego (Jaroszewskiego) poświęcony jest film dokumentalny Męczennik za autokefalię, wyreżyserowany w 2023 r. przez Bartosza Wieczorka i Izabelę Fatalską.